# Truyền hình Đắc Lộ
Truyền hình Đắc Lộ là kênh truyền hình tư nhân của Giáo hội Công giáo có trụ sở tại Sài Gòn, do các tu sĩ Dòng Tên tại Việt Nam điều hành. Truyền hình Đắc Lộ được phát trên Đài truyền hình Việt Nam (miền Nam), tồn tại từ năm 1972 đến 1975, sau đó toàn bộ cơ sở vật chất của nó chuyển giao cho Truyền hình Giải phóng cơ sở II và sau này là Đài truyền hình Thành phố Hồ Chí Minh.

## Lịch sử
Vào những năm 1968 và 1969, chính phủ Việt Nam Cộng hòa đã đề nghị các linh mục, tu sĩ Dòng Tên ở Việt Nam mở trường đại học để tiếp nối công việc giáo dục từ cấp tiểu học, trung học. Sau khi nghiên cứu tình hình dân chúng, mức sống và trình độ kiến thức, Dòng Tên nhận thấy rằng mở trường đại học không phải là một nhu cầu cấp bách của họ trong thời điểm đó, mà phải ưu tiên phổ biến kiến thức cho người dân nghèo không có điều kiện học hành thông qua truyền hình đại chúng nên họ quyết định thành lập kênh truyền hình giáo dục. 
Nhà dòng có linh mục người Ý tên Sesto Quercetti (tên Việt là Hoàng Văn Lục) ông là người có kinh nghiệm về giáo dục trên truyền hình và khá giỏi tiếng Việt nên đã được mời gọi làm giám đốc. Các tu sĩ được cử đi Anh để học một khóa huấn luyện của Trung tâm Truyền hình Giáo dục Hải ngoại (Center for Educational Television Overseas) để nắm được nghệ thuật và kỹ thuật chuyên môn cần thiết cho lĩnh vực sư phạm mới mẻ này. Cuối dùng, vào năm 1972, Truyền hình Đắc Lộ được thành lập và có trụ sở tại đường Yên Đỗ, Sài Gòn (nay là đường Lý Chính Thắng). 
Truyền hình Đắc Lộ đã tiến hành điều tra, nghiên cứu, học hỏi, tiếp thu từ mọi giới, mọi cảnh ngộ để cho ra đời lần lượt các chương trình sau:
- Bóng mát gia đình: chương trình giáo dục trong gia đình.
- Sức khỏe là vàng: chương trình giáo dục về y tế, vệ sinh, bảo vệ sự sống, kế hoạch hóa sinh sản, phòng và chữa bệnh.
- Thực phẩm và chúng ta: chương trình về phương pháp dinh dưỡng để bảo vệ sức khoẻ cho mọi lứa tuổi, đặc biệt cho giới bình dân.
- Hồn Nước: chương trình về lịch sử và địa lý đất nước Việt Nam.
- Sơn Ca: chương trình về giáo dục thiếu nhi.
- Em yêu khoa học: chương trình khoa học dành cho thiếu niên.

Truyền hình Đắc Lộ truyền đạt bài học bằng những hoạt cảnh, vở kịch (hài kịch, cải lương), câu chuyện dễ gây hứng thú để khán giả bình dân dễ nhớ và truyền đạt lại cho người khác. Các sản phẩm chương trình của họ được thuê kênh để phát trên Đài truyền hình Việt Nam (Sài Gòn) nhưng không đáp ứng được thời lượng vì đài truyền hình thời đó quan tâm về thời sự và chính trị nhiều hơn. Vì thế, Truyền hình Đắc Lộ phải thiết lập thêm các câu lạc bộ truyền hình (téléclub) để đem phim đi chiếu lưu động trong dân chúng, nhất là ở các tỉnh Đồng bằng sông Cửu Long. Ngoài ra, vì thời đó không phải gia đình nào cũng có tivi nên nhiều giáo xứ đã dựng các điểm xem truyền hình công cộng cho cả khu dân cư, do chính quyền ở cấp cơ sở điều hành hoạt động. Đài truyền hình Đắc Lộ đã làm cho số lượng các chương trình ở Sài Gòn phong phú hơn, đa dạng hơn. Một số các chương trình văn hoá, khoa học, giáo dục, y tế, phổ biến kiến thức, có những yếu tố tích cực nhất định.
Sau sự kiện 30 tháng 4 năm 1975, Đài truyền hình Giải phóng cử phái đoàn đến trụ sở Truyền hình Đắc Lộ để xem xét, tìm hiểu cơ cấu và nội dung của họ. Các cán bộ tỏ ra vui vẻ và hết sức ngạc nhiên là kho băng video của Truyền hình Đắc Lộ không hề đề cập đến tôn giáo, mặc dầu ban lãnh đạo Truyền hình Đắc Lộ hầu hết là tu sĩ Công giáo mà toàn nội dung đều nhắm đến việc truyền đạt kiến thức cơ bản để nâng cao cuộc sống và phẩm giá người nghèo, giới lao động vô sản là chính. 
Ngày 3 tháng 10 năm 1975, kênh truyền hình giáo dục được phát sóng trở lại, các nhân viên Truyền hình Đắc Lộ tiếp tục phát sóng trở lại. Cơ sở vật chất, máy móc thiết bị của Truyền hình Đắc Lộ được chính quyền mới tiếp quản với danh xưng là Cơ sở II của Truyền hình Giải phóng, một số nhân sự của Truyền hình Đắc Lộ cũng được phục vụ trong Truyền hình Giải phóng. Năm 1976, linh mục Sesto Quercetti rời Việt Nam, và về sau ông làm việc cho Ban Việt Ngữ Đài phát thanh Vatican. Cho đến năm 1977, khi Truyền hình Giải phóng mang tên mới là Đài truyền hình Thành phố Hồ Chí Minh thì vai trò của Truyền hình Đắc Lộ cũng chấm dứt từ đó.